# Тлущ (Воломінський повіт)
Тлущ (пол. Tłuszcz) — місто в центрально-східній Польщі.
Належить до Воломінського повіту Мазовецького воєводства.

## Демографія
Демографічна структура станом на 31 березня 2011 року:
|          | Загалом | Допрацездатний вік | Працездатний вік | Постпрацездатний вік |
| -------- | ------- | ------------------ | ---------------- | -------------------- |
| Чоловіки | 3766    | 858                | 2664             | 244                  |
| Жінки    | 4040    | 799                | 2568             | 673                  |
| Разом    | 7806    | 1657               | 5232             | 917                  |